# London Stock Exchange
Bursa de Valori din Londra (engleză London Stock Exchange,prescurtat LSE) este cea mai importantă bursă din Europa în ceea ce privește capitalizarea companiilor listate. London Stock Exchange este una din cele mai vechi burse din lume, datând încă din anul 1773. Aceasta se declară a fi cea mai internațională deoarece vine în permanent în întâmpinarea clienților săi cu noi produse și servicii, păstrându-și un loc fruntaș în ceea ce privește lichiditatea pentru bursele europene. London Stock Exchange se află în Piața Paternoster (Paternoster Square), aproape de catedrala St. Paul, în zona comercială - City of London.

## Istorie
Oficial, Bursa de Valori din Londra a fost fondată în 1801, dar, de fapt, istoria tranzacționării valorilor mobiliare în Anglia a început în secolul al XVI-lea. Neputând finanța călătoriile costisitoare în China din contul capitalului propriu, companiile britanice, urmând un model similar din Anvers, au colectat aur în schimbul unei cote viitoare din profiturile companiei.
În 1687, cincisprezece companii tranzacționau propriile valori mobiliare la Londra. În 1695 deja erau aproximativ 150 de companii. Ca urmare, o mică parte din aceste acțiuni au fost tranzacționate în mod activ, multe companii s-au dovedit a fi neviabile. Bula engleză de IPO din anii 1690 este uneori comparată cu bula dot-com din anii 1990.
Indicele principal al Bursei de Valori din Londra este FTSE100, lansat la 3 ianuarie 1984. Acesta reunește primele 100 de companii cu cea mai mare capitalizare listate la Bursa de Valori din Londra.
În 2007, bursa londoneză listează 2,749 de companii, a căror valoare de piață la sfârșitul lui octombrie 2007 era de 4,21 trilioane $. Pentru anul fiscal 2007, care s-a încheiat la 31 martie 2008, LSE a raportat un profit de 173,8 milioane de lire sterline (236,4 milioane de Euro) comparativ cu 109,6 milioane de lire sterline în anul precedent. Venitul grupului bursier britanic a crescut în anul 2007 cu 56%, la 546,4 milioane de lire sterline (686,5 milioane de euro).
În 2020, venitul total al Bursei de Valori din Londra a fost de 2.124 milioane lire sterline (în 2019 2.056 milioane lire sterline). Bursa de Valori din Londra a reprezentat aproximativ 50% din tranzacțiile internaționale de acțiuni până în 2021. În 2021, cifra de afaceri medie zilnică a acțiunilor la Bursa de Valori din Londra a fost de 8,6 miliarde EUR.